# Бениамин
Бениамин (арм. Բենիամին) ранее Члохан (Джлохан) (арм. Ճլոխան)) — населённый пункт в Армении. Находится в Ширакской области, на расстоянии 12 км от областного центра города Гюмри.

## Название
В прежние времена село называлось Члохан (арм. Ճլոխան). По старинному армянскому преданию, одна свекровь решив проверить на послушание жену своего сына, кинула в раскаленный тонир небольшую глиняную миску — члор. После этого свекровь попросила невестку достать миску из тонира: «Харс, члоры хан, члоры хан!» (Невестка, достань миску, достать миску!). Невестка не смевшая ослушаться бросилась в тонир и сгорела. С тех пор село получило название Члохан от словосочетания члор хан (миску достань). В 1945 году село было в Бениамин в честь уроженца села, погибшего во время Великой Отечественной войны генерала Бениамина Галстяна

## История
В период нахождения Армении в составе Советского союза, село относилось к Ахурянскому району Армянской ССР.

## Население
| Года        | 1897 | 1926 | 1939 | 1959 | 1970 | 1979. | 1989 | 2001 | 2004 | 2012 |
| Численность | 561  | 442  | 604  | 546  | 531  | 500   | 751  | 702  | 711  | 674  |

## Экономика
Основной вид деятельности населения это скотоводство, земледелие.

## Достопримечательности
В селе находятся церковь Жам и часовня «Тох Манук». Близ селения располагался античный город Драсханакерт, останки которого были обнаружены в начале 2000 годов

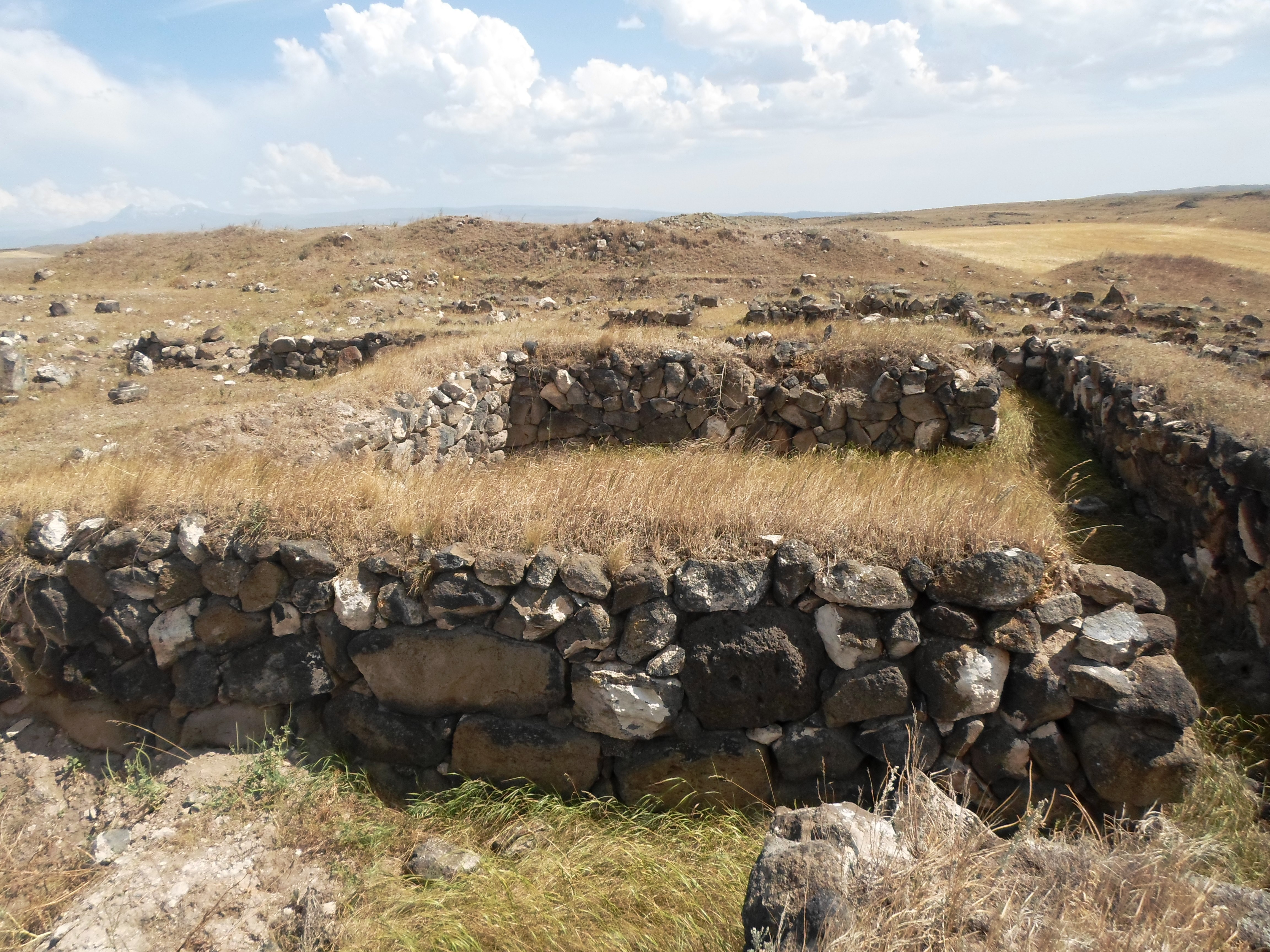
развалины античного Драсханаерта
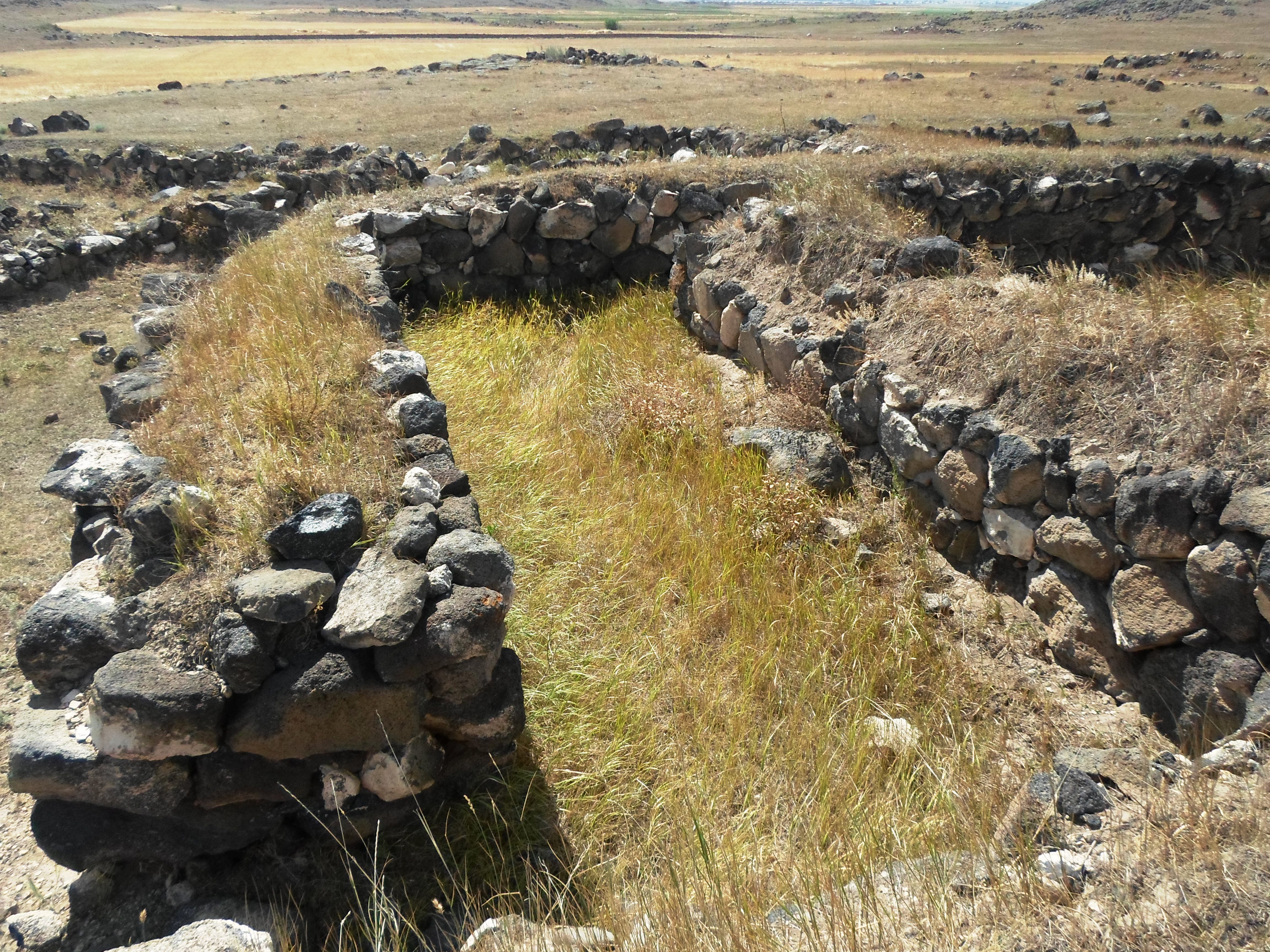
развалины античного Драсханаерта
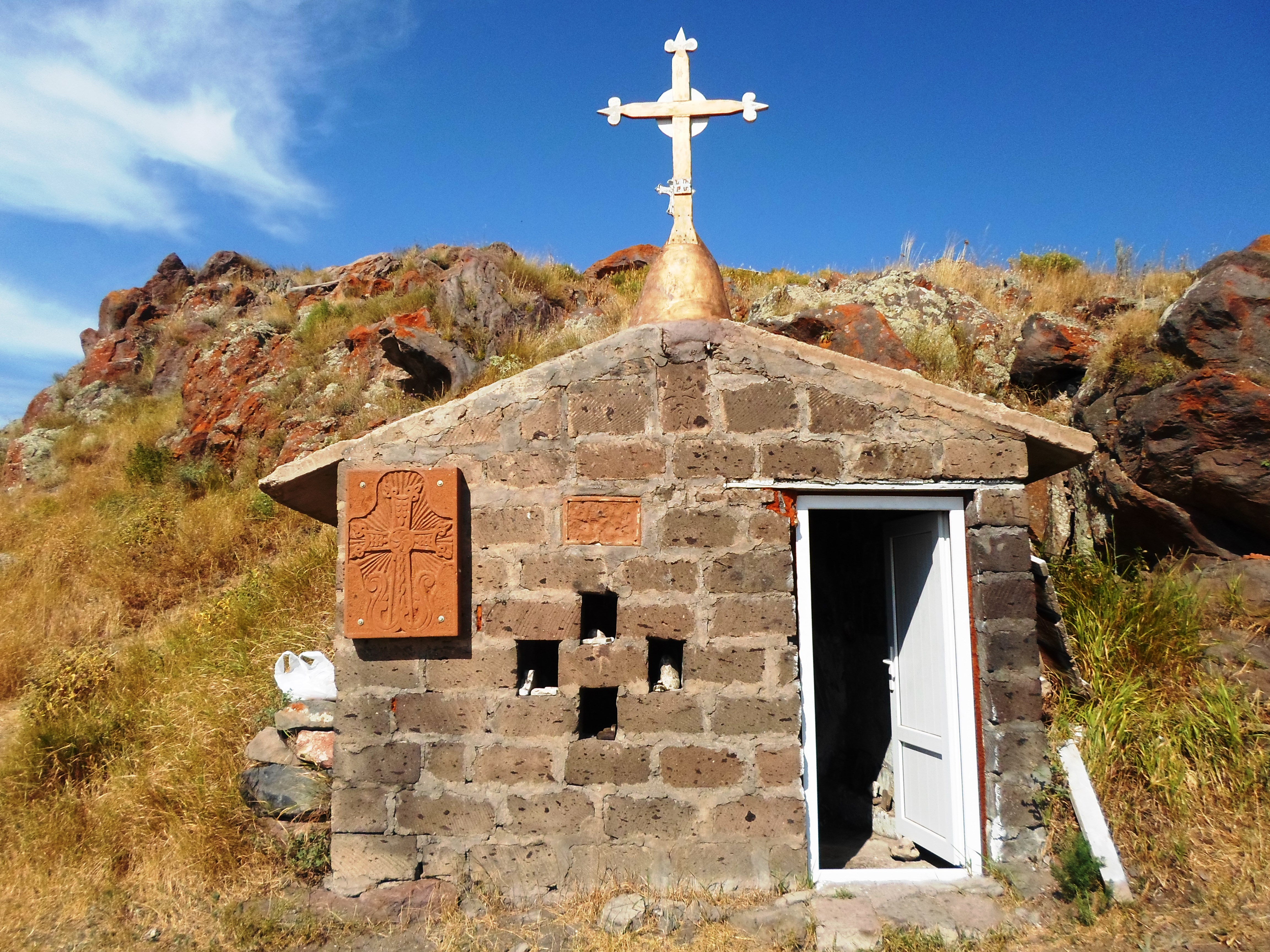
часовня Тух Макунк
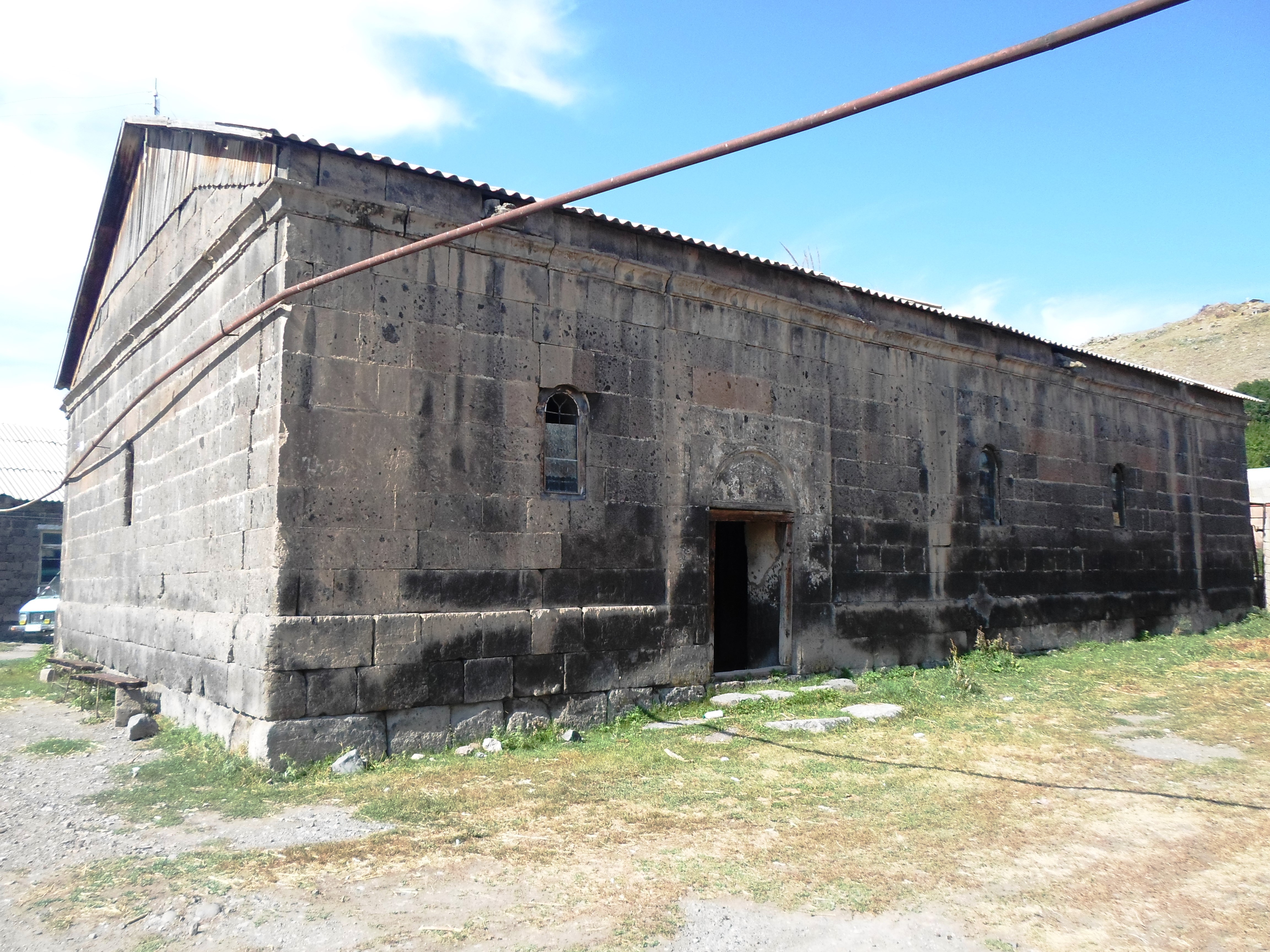
Церковь Жам Церковь, 1871
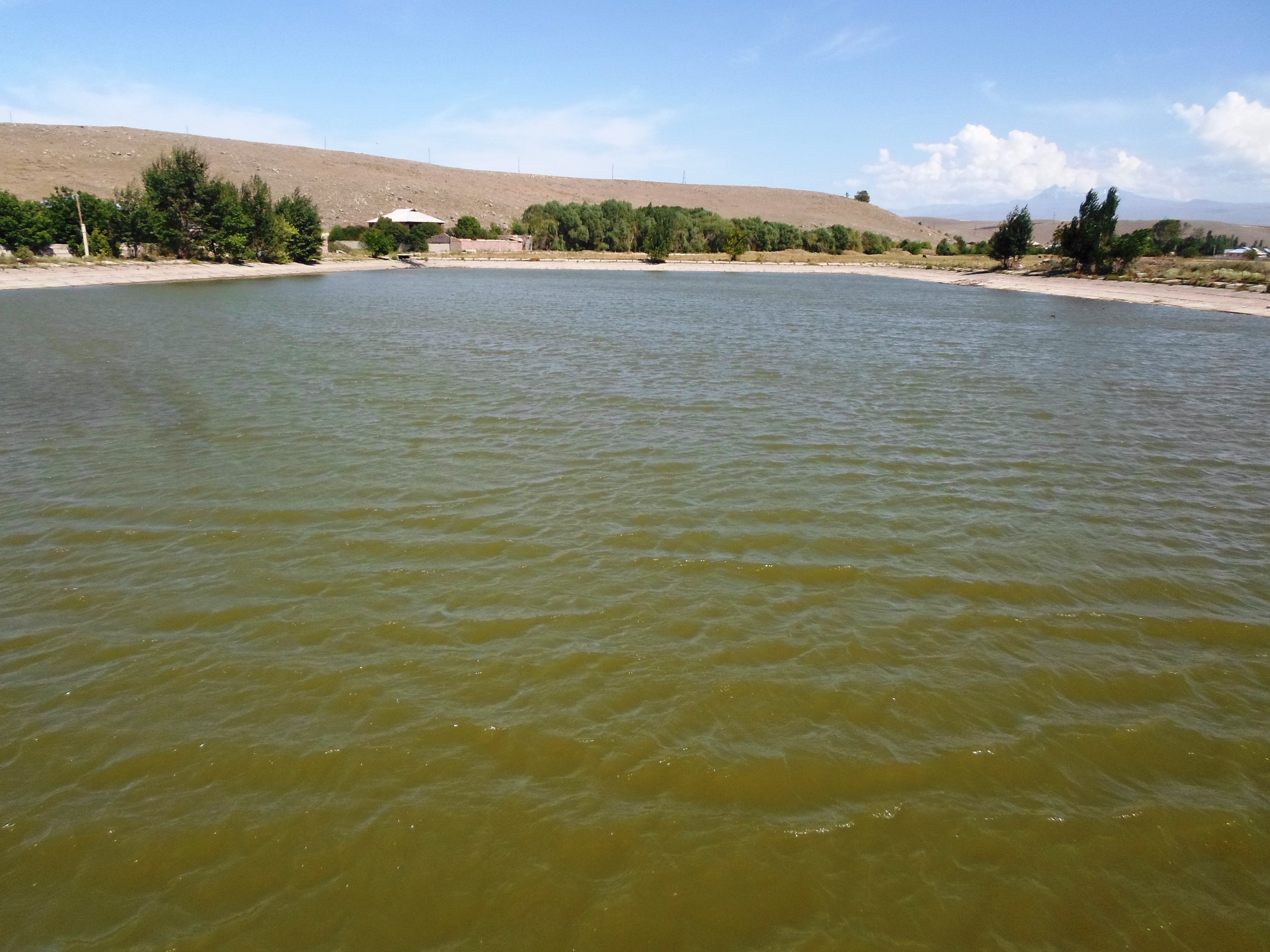
Ирригационное водохранилище сел Бениамин и Азатан